# Karauzjusz
Karauzjusz, Marcus Aurelius Mausaeus Carausius (zm. 293) – rzymski uzurpator w Brytanii w latach 286/287–293.
Inskrypcja na kamieniu milowym (milliarium) znalezionym w 1894 w pobliżu Carlisle podaje imiona uzurpatora rekonstruowane jako Marcus Aurelius Mausaeus Carausius (choć zaproponowany przez Roberta Mowata Mausaeus mógł mieć też formę Mausaius).
Według informacji zawartych u Aureliusza Wiktora, Karauzjusz pochodził z celtyckiego plemienia Menapiów (Menapiae civis), zamieszkujących tereny prowincji Gallia Belgica. Pochodził z nizin społecznych, z rodziny o tradycjach żeglarskich. W młodości był sternikiem statku.
Za rządów cesarza Maksymiana miał się odznaczyć w walkach w Galii, przypuszczalnie z jakimś najazdem barbarzyńców. Następnie jako wysoki oficer Maksymiana stworzył flotę do walki z frankońskimi i saskimi piratami morskimi grasującymi u wybrzeży Galii i Brytanii; bazą działań tej floty było Gesoriacum. Wykorzystywał jednak swą pozycję do celów prywatnych (zagarnianie łupów odbieranych piratom) i przed pojmaniem zbiegł do Brytanii, gdzie obwołał się cesarzem rzymskim na przełomie 286 i 287 roku. Stacjonujące tam wojska rzymskie podporządkowały się uzurpatorowi, być może ze względu na jego sukcesy w walce z piratami oraz konieczność walki z napaściami barbarzyńców.
Maksymian podjął działania mające usunąć uzurpatora z wyspy i rozpoczął budowę floty. Jego wyprawa datowana na 289/290 nie zakończyła się jednak powodzeniem. Prawdopodobnie zawarto wtedy z Karauzjuszem układ, na podstawie którego uznano go oficjalnym namiestnikiem Brytanii z zadaniem obrony wyspy oraz wybrzeża galijskiego od Armoryki po ujście Renu. Do zakończenia uzurpacji Karauzjusza przyczynił się Konstancjusz Chlorus, który został 1 marca 293 cezarem i wyruszył z zadaniem odzyskania Brytanii. Kampanię rozpoczął od zablokowania Gesoriacum, które wkrótce się poddało. Prawdopodobnie jego utrata wywołała w Brytanii bunt przeciw uzurpatorowi. W rezultacie Karauzjusz został zamordowany w 293 przez Allektusa, następnego uzurpatora, który wcześniej współpracował z nim jako minister finansów (rationalis summae rei).
W czasie uzurpacji Karauzjusz emitował szereg monet złotych, srebrnych i brązowych o różnych nominałach i urozmaiconych legendach oraz ikonografii, bitych na terenie Brytanii w Camulodunum (obecnie Colchester) i Londinium (obecnie Londyn). Wcześniej Rzymianie nie wypuszczali monet w Brytanii, a pierwsza mennica cesarska powstała w Londinium po usunięciu Allektusa w 296. Karauzjusz umocnił też wschodnie i południowe brzegi Brytanii przez budowę fortów na tak zwanym Wybrzeżu Saksońskim (Litus Saxonicum) w obecnym Richborough (Rutupiae), Lympne (Lemania) i Portchester (Portus Adurni), choć są w tej kwestii pewne wątpliwości, ze względu na trudności w datowaniu odkryć.